# بهزاد رواقی
بهزاد رواقی (زادهٔ ۱ مهر ۱۳۵۶) نوازنده و آهنگساز اهل ایران است. او در سال ۱۳۹۵ برای آهنگسازی آلبوم موسیقی «درنگ» برندهٔ جایزهٔ باربد شد.

## زندگی‌نامه
بهزاد رواقی ۱ مهر ۱۳۵۶ در تبریز متولد شد. او فراگیری ساز تار را از سال ۱۳۶۶ نزد داود آزاد آغاز کرد و دورهٔ آموزش ردیف موسیقی ایرانی را در سال ۱۳۶۹ به پایان رساند. او در بسیاری از آثار موسیقی به عنوان نوازنده تار، سه تار و «تار آذربایجانی» حضور داشته‌است. آلبوم موسیقی «درنگ» با آهنگسازی و نوازندگی او در سی و دومین جشنواره بین‌المللی موسیقی فجر به عنوان بهترین آلبوم موسیقی معرفی و جایزه باربد را کسب کرد.

## جوایز
- کسب عنوان نوازنده برتر در جشنواره موسیقی - ۱۳۶۹ نیشابور[۳]
- کسب مقام اول در بخش تکنوازان جشنواره سراسری موسیقی - ۱۳۷۵ تهران[۴]
- کسب «جایزه باربد» در بخش موسیقی دستگاهی بی کلام برای آلبوم «درنگ» - ۱۳۹۵ تهران[۵]

## آثار
بهزاد رواقی در اجرای بسیاری از قطعات موسیقی حضور داشته‌است که از آن میان به موارد زیر می‌توان اشاره کرد:
- آهنگسازی و تنظیم آلبوم موسیقی «شکست سکوت» - ۱۳۹۴[۶]
- نوازنده تار آلبوم موسیقی «لبریز» با آهنگسازی مجید درخشانی و خوانندگی«سالار عقیلی[۷]
- نوازنده تار آلبوم موسیقی «در آتش آوازها» با آهنگسازی نوید دهقان و خوانندگی حمیدرضا نوربخش[۸]
- نوازنده تار آلبوم موسیقی «از جان و از دل» با آهنگسازی نوید دهقان و خوانندگی سالار عقیلی[۹]
- نوازنده تار آلبوم موسیقی «همه این روزها» با آهنگسازی کارن همایونفر[۱۰]
- نوازنده تار آلبوم موسیقی «ترانه من» با خوانندگی غلامحسین اشرفی[۱۱]
- نوازنده تار آلبوم موسیقی «وطن» با آهنگسازی نوید دهقان و خوانندگی سالار عقیلی[۱۲]
- نوازنده تار آلبوم موسیقی «هنارس» با آهنگسازی و خوانندگی حسین رضا اسدی[۱۳]
- نوازنده تار آلبوم موسیقی «مهریان» با آهنگسازی پدرام بلورچی و بابک دشتی‌نژاد و خوانندگی پدرام بلورچی[۱۴]
- نوازنده تار آلبوم موسیقی «رؤیای نقره ای» با آهنگسازی محمدرضا چراغعلی و خوانندگی بهزاد عباسی[۱۵]
- نوازنده تار آلبوم موسیقی «نیاز» با آهنگسازی نیما وارسته و خوانندگی ثمین وطن دوست[۱۶]
- نوازنده تار آلبوم موسیقی «رسوای زمانه» با آهنگسازی همایون خرم و خوانندگی علیرضا قربانی[۱۷]
- نوازنده تار آلبوم موسیقی «زیر آسمون شهر» با خوانندگی امیر تاجیک[۱۸]
- نوازنده تار «ماه نو» اجرای خصوصی همراه با آواز محمدرضا شجریان[۱۹]
- نوازنده سه تار آلبوم موسیقی «شاخه‌ای در دست باد» با آهنگسازی پیمان خازنی و خوانندگی کامران مرتضوی[۲۰]
- نوازنده سه تار آلبوم موسیقی «صیاد» با آهنگسازی محمدرضا چراغعلی و خوانندگی علیرضا افتخاری[۲۱]
- نوازنده تار، سه تار و باغلاما آلبوم موسیقی «هوای تو» با آهنگسازی محمدرضا چراغعلی و خوانندگی علیرضا افتخاری[۲۲]